# Selambina
Selambina is een geslacht van vlinders van de familie Uilen (Noctuidae), uit de onderfamilie Hadeninae.

## Soorten
- S. cuprea Jones, 1914
- S. falsa Köhler, 1979
- S. imitans Köhler, 1979
- S. palmarum Köhler, 1979
- S. trajiciens Walker, 1858